# Ciclo Rankine
El ciclo Rankine es un ciclo termodinámico que tiene como objetivo la conversión de calor en trabajo, constituyendo lo que se denomina un ciclo de potencia. Como cualquier otro ciclo de potencia, su eficiencia está acotada por la eficiencia termodinámica de un ciclo de Carnot que operase entre los mismos focos térmicos (límite máximo que impone el Segundo Principio de la Termodinámica). 
Debe su nombre a su desarrollador, el ingeniero y físico escocés William John Macquorn Rankine. 
El ciclo surge como una mejora del Ciclo de Carnot al buscar tener una mejor relación de trabajo (trabajo útil respecto del trabajo total).

## Proceso
El ciclo Rankine es un ciclo de potencia representativo del proceso termodinámico que tiene lugar en una central térmica de vapor. Utiliza un fluido de trabajo que alternativamente evapora y condensa, típicamente agua (existen otros tipos de sustancias que pueden ser utilizados, como en los ciclos Rankine orgánicos). Mediante la quema de un combustible, el vapor de agua es producido en una caldera a alta presión para luego ser llevado a una turbina donde se expande para generar trabajo mecánico en su eje (este eje, solidariamente unido al de un generador eléctrico, es el que generará la electricidad en la central térmica). El vapor de baja presión que sale de la turbina se introduce en un condensador, equipo donde el vapor condensa y cambia al estado líquido (habitualmente el calor es evacuado mediante una corriente de refrigeración procedente del mar, de un río o de un lago). Posteriormente, una bomba se encarga de aumentar la presión del fluido en fase líquida para volver a introducirlo nuevamente en la caldera, cerrando de esta manera el ciclo.
Existen algunas mejoras al ciclo descrito que permiten mejorar su eficiencia, como por ejemplo sobrecalentamiento del vapor a la entrada de la turbina, recalentamiento entre etapas de turbina o regeneración del agua de alimentación a caldera.
Existen también centrales alimentadas mediante energía solar térmica (centrales termosolares), en cuyo caso la caldera es sustituida por un campo de colectores cilindro-parabólicos o un sistema de helióstatos y torre. Además este tipo de centrales poseen un sistema de almacenamiento térmico, habitualmente de sales fundidas. El resto del ciclo, así como de los equipos que lo implementan, serían los mismos que se utilizan en una central térmica de vapor convencional.

### Diagrama T-s del ciclo

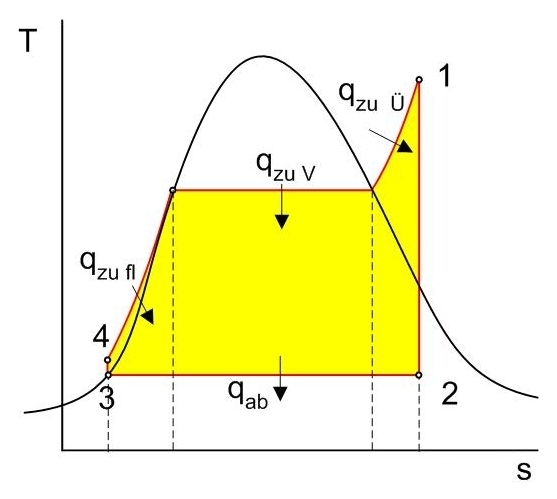
El diagrama T-S de un ciclo Rankine con vapor de alta presión sobrecalentado.

El diagrama T-s (temperatura y entropía) de un ciclo Rankine ideal está formado por cuatro procesos: dos isoentrópicos y dos isobáricos. La bomba y la turbina son los equipos que operan según procesos isoentrópicos (adiabáticos e internamente reversibles). La caldera y el condensador operan sin pérdidas de carga y por tanto sin caídas de presión. Los estados principales del ciclo quedan definidos por los números del 1 al 4 en el diagrama T-s (1: vapor sobrecalentado; 2: mezcla bifásica de título elevado o vapor húmedo; 3: líquido saturado; 4: líquido subenfriado). Los procesos que tenemos son los siguientes para el ciclo ideal (procesos internamente reversibles):
- Proceso 1-2: Expansión isoentrópica del fluido de trabajo en la turbina desde la presión de la caldera hasta la presión del condensador. Se realiza en una turbina de vapor y se genera potencia en el eje de la misma.
- Proceso 2-3: Transmisión de calor a presión constante desde el fluido de trabajo hacia el circuito de refrigeración, de forma que el fluido de trabajo alcanza el estado de líquido saturado. Se realiza en un condensador (intercambiador de calor), idealmente sin pérdidas de carga.
- Proceso 3-4: Compresión isoentrópica del fluido de trabajo en fase líquida mediante una bomba, lo cual implica un consumo de potencia. Se aumenta la presión del fluido de trabajo hasta el valor de presión en caldera.
- Proceso 4-1: Transmisión de calor hacia el fluido de trabajo a presión constante en la caldera. En un primer tramo del proceso el fluido de trabajo se calienta hasta la temperatura de saturación, luego tiene lugar el cambio de fase líquido-vapor y finalmente se obtiene vapor sobrecalentado. Este vapor sobrecalentado de alta presión es el utilizado por la turbina para generar la potencia del ciclo (la potencia neta del ciclo se obtiene realmente descontando la consumida por la bomba, pero esta suele ser muy pequeña en comparación y suele despreciarse).

En un ciclo más realista que el ciclo Rankine ideal descrito, los procesos en la bomba y en la turbina no serían isoentrópicos y el condensador y la caldera presentarían pérdidas de carga. Todo ello generaría una reducción del rendimiento térmico del ciclo. El rendimiento isoentrópico de la turbina, que representa el grado de alejamiento de una turbina respecto al proceso ideal isoentrópico, jugaría un papel principal en las desviaciones al ciclo ideal y en la reducción del rendimiento. El rendimiento isoentrópico de la bomba y las pérdidas de carga en el condensador y la caldera tendrían una influencia mucho menor sobre la reducción de rendimiento del ciclo.
En las centrales térmicas de gas se utiliza un ciclo "hermano" del ciclo Rankine ideal: el ciclo Brayton ideal. Este ciclo utiliza un fluido de trabajo que se mantiene en estado de gas durante todo el ciclo (no hay condensación). Además utiliza un compresor en lugar de una bomba (constructivamente suele ir solidariamente unida a la turbina de gas en un eje común); por otro lado, el equipo donde se produce la combustión no se denomina caldera sino cámara de combustión o combustor. Los equipos utilizados en estas instalaciones son más compactos que los de las centrales térmicas de vapor y utilizan como combustible habitual el gas natural. Finalmente ambos tipos de ciclos se integran en las centrales térmicas de ciclo combinado, donde el calor rechazado por el ciclo Brayton (en su configuración más simple, aportado por los gases calientes de la combustión que abandonan la turbina de gas) es utilizado para alimentar el ciclo Rankine (sustituyendo a la caldera).

## Variables
| {\displaystyle {\dot {Q}}_{ent}}                                                                           | Potencia térmica de entrada (energía por unidad de tiempo)                                                                                      |
| {\displaystyle {\dot {m}}}                                                                                 | Caudal másico (masa por unidad de tiempo) |
| {\displaystyle {\dot {W}}}                                                                                 | Potencia mecánica suministrada o absorbida (energía por unidad de tiempo)                                                                       |
| {\displaystyle \eta \,\!}                                                                                  | Rendimiento térmico del ciclo (relación entre la potencia generada por el ciclo y la potencia térmica suministrada en la caldera, adimensional) |
| {\displaystyle h_{1}\,\!}, {\displaystyle h_{2}\,\!}, {\displaystyle h_{3}\,\!}, {\displaystyle h_{4}\,\!} | Entalpías específicas de los estados principales del ciclo                                                                                      |

## Ecuaciones
Cada una de las cuatro primeras ecuaciones se obtiene del balance de energía y del balance de masa para un volumen de control. La quinta ecuación describe la eficiencia termodinámica o rendimiento térmico del ciclo y se define como la relación entre la potencia de salida con respecto a la potencia térmica de entrada.
| {\displaystyle {\frac {{\dot {Q}}_{\mathit {ent}}}{\dot {m}}}=h_{1}-h_{4}}                                              | {\displaystyle {\frac {{\dot {W}}_{\mathit {turbina}}}{\dot {m}}}=h_{1}-h_{2}} |
| {\displaystyle {\frac {{\dot {Q}}_{\mathit {sal}}}{\dot {m}}}=h_{2}-h_{3}}                                              | {\displaystyle {\frac {{\dot {W}}_{\mathit {bomba}}}{\dot {m}}}=h_{4}-h_{3}}   |
| {\displaystyle \eta ={\frac {{\dot {W}}_{\mathit {turbina}}-{\dot {W}}_{\mathit {bomba}}}{{\dot {Q}}_{\mathit {ent}}}}} |                                                                                |

Se puede hacer un balance energético en el condensador y la caldera, lo que nos permite conocer los flujos másicos de refrigerante y gasto de combustible respectivamente, así como el balance entrópico para poder sacar la irreversibilidad del ciclo y energía perdida.

## Mejoras del Ciclo Rankine
La idea para mejorar un ciclo rankine es aumentar el salto entálpico entre 1 y 2, es decir, el trabajo entregado a la turbina. Las mejoras que se realizan de forma habitual en centrales térmicas (tanto de carbón, como ciclos combinados o nucleares) son: 
1. Reducción de la presión del condensador: En este procedimiento se disminuye automáticamente la temperatura del condensador otorgando un mayor trabajo a la turbina, una disminución del calor rechazado. La desventaja es que la humedad del vapor empieza a aumentar ocasionando erosión en los álabes de la turbina.
2. Aumentar la presión de la caldera para una temperatura fija: Al aumentar la presión aumenta la temperatura a la cual se añade calor aumentando el rendimiento de la turbina por ende la del ciclo. La desventaja es la humedad excesiva que aparece.
3. Sobrecalentar la temperatura de entrada de la turbina: se procede a recalentar el vapor a altas temperaturas para obtener un mayor trabajo de la turbina, tiene como ventaja que la humedad disminuye. Este aumento de la temperatura está limitado por la resistencia de los materiales a soportar altas temperaturas.
4. Recalentamientos intermedios del vapor, escalonando su expansión. Esto es, tener varias etapas de turbina, llevando a condiciones de sobrecalentamiento mediante recalentadores (Dino) (Moisture Steam Reheaters en el caso de centrales nucleares) y de economizador. Este escalonamiento de la expansión da lugar a los cuerpos de alta, media y baja presión de turbina.
5. Realizar extracciones de vapor en la turbina, calentando el agua de alimentación a la caldera, aumentando su entalpía. El número de extracciones no suele superar las 7, ya que no implicaría una mejora de rendimiento considerable frente a la complicación técnica que conllevan.

## Extracción de vapor
En esta variación se introduce un nuevo elemento al ciclo, un calentador abierto. Este elemento consiste en un intercambiador de calor por contacto directo en el cual se mezclan dos corrientes de agua para dar una corriente de temperatura intermedia. De las dos corrientes que entran al calentador una proviene de una extracción de vapor de la turbina y la otra del condensador (sufre la expansión total). Como las presiones en el calentador han de ser iguales, se añade una bomba después del condensador para igualar la presión de la parte del vapor que ha sufrido la expansión completa a la de la extracción. En esta variación del ciclo Rankine, encontramos ventajas respecto al ciclo simple como un aumento del rendimiento y una reducción del aporte de calor a la caldera. Pero por otro lado también encontraremos inconvenientes como una reducción de la potencia de la turbina y un aumento de la complejidad de la instalación, ya que añadiremos a la instalación una bomba más y un mezclador de flujos.